# Еспен Санберг
Еспен Санберг (на норвежки: Espen Sandberg) e норвежки кинорежисьор. В България е познат с филма „Бандитки“, който режисира заедно със сънародника си Юахим Рьонинг.